# Jo Min-ki
Jo Min-ki (ur. 5 listopada 1965 w Taebaeku, zm. 9 marca 2018 w Seulu) – południowokoreański aktor oraz fotograf.
Występował w telewizyjnym serialu Miłość i ambicja, a także w takich produkcjach jak Wschodnia część Edenu, Queen Seondeok i Flames of Desire. Był fotografem, opublikował dwie książki i przeprowadził wystawy indywidualne. Pracował jako adiunkt na Uniwersytecie w Cheongju od 2010 roku. Został znaleziony martwy na podziemnym parkingu w Seulu 9 marca 2018 roku. Przyczyną śmierci było samobójstwo.